# Соколов Олександр Петрович
Олександр Петрович Соколов (1903, місто Катеринослав, тепер місто Дніпро — 1967, місто Уфа, тепер Російська Федерація) — радянський діяч, голова виконавчого комітету Красноярської крайової ради депутатів трудящих, заступник голови Ради Міністрів Литовської РСР. Депутат Верховної Ради СРСР 1—2-го скликання (1941—1950). Кандидат сільськогосподарських наук.

## Біографія
Народився в робітничій родині, батько працював ливарником на металургійному заводі. У 1917 році закінчив двокласну земську школу в Амур-Нижньодніпровському районі міста Катеринослава.
З квітня 1920 по березень 1922 року — підручний пічника за наймом у селі Попасне Новомосковського повіту Катеринославської губернії. У березні — листопаді 1922 року — вантажник заготівельного пункту на станції Вільшаниця Південно-Західної залізниці в Київській губернії. У листопаді 1922 — квітні 1923 року — робітник 1-ї Катеринославської заготівельної контори в місті Катеринославі. У 1923 році вступив до комсомолу.
У квітні 1923 — листопаді 1925 року — робітник-каталь в мартенівському цеху металургійного заводу імені Карла Маркса в Амур-Нижньодніпровському районі міста Катеринослава (Дніпропетровська).
Член РКП(б) з жовтня 1925 року.
З листопада 1925 по листопад 1927 року служив у Червоній армії. У листопаді 1925 — листопаді 1926 року — червоноармієць 2-го кавалерійського полку в місті Проскурові Подільської губернії, вибирався секретарем парійного осередку ескадрону. У листопаді 1926 — лютому 1927 року — начальник охорони Проскурівського заводу. У лютому — листопаді 1927 року — помічник командира взводу 2-го кавалерійського полку в місті Проскурові.
У листопаді 1927 — червні 1928 року — помічник слюсаря металургійного заводу імені Карла Маркса в Амур-Нижньодніпровському районі міста Дніпропетровська.
У червні 1928 — вересні 1929 року — пропагандист Амур-Нижньодніпровського районного комітету КП(б)У, відповідальний секретар Амур-Нижньодніпровського районного комітету Міжнародної організації допомоги борцям революції (МОДР). Без відриву від виробництва закінчив вечірній робітничий факультет, а потім — технікум.
З 1928 по 1931 рік навчався на вечірньому відділенні Дніпропетровського металургійного інституту, закінчив три курси.
З вересня 1929 по вересень 1930 року — викладач суспільствознавства, з вересня 1930 по листопад 1931 року — завідувач навчальної частини (завуч) трудової школи № 2 Амур-Нижньодніпровського району Дніпропетровська.
З листопада 1931 по лютий 1937 року навчався у аспірантурі науково-дослідного колгоспного інституту в Москві, який згодом був реорганізований в науково-дослідний інститут соціалістичного сільського господарства при Всесоюзній сільськогосподарській академії імені Леніна. Був парторгом факультету і заступником секретаря парткому інституту.
З 1937 року працював на викладацькій роботі в науково-дослідному інституті економіки соціалістичного сільського господарства в Москві. З лютого 1937 по березень 1938 року — контролер групи партійно-радянського контролю при Московському обласному комітеті ВКП(б). З березня по червень 1938 року — відповідальний контролер Комісії партійного контролю при ЦК ВКП(б).
У червні 1938 — лютому 1939 року — 2-й секретар Красноярського крайового комітету ВКП(б).
25 лютого 1939 — 27 липня 1941 року — голова виконавчого комітету Красноярської крайової ради депутатів трудящих.
З 1941 року служив у Червоній армії, учасник німецько-радянської війни. У серпні — вересні 1941 року — начальник політичного управління ? військового округу. У вересні 1941 — січні 1943 року — начальник політичного відділу 52-ї армії Волховського фронту. У січні 1943 — квітні 1944 року — член Військової ради 59-ї армії Волховського фронту. У квітні — серпні 1944 року — слухач особливих курсів при Військовій академії імені Фрунзе у Москві. У серпні 1944 — грудні 1945 року — начальник політичного відділу 11-го гвардійського корпусу на 1-му Прибалтійському, 3-му Білоруському фронтах і у Московському військовому окрузі.
У грудні 1945 — липні 1954 року — заступник голови Ради Народних Комісарів (Ради Міністрів) Литовської РСР.
У вересні 1954 — червні 1964 року — директор Башкирського державного сільськогосподарського інституту в місті Уфі.
Потім — на пенсії в місті Уфі Башкирської АРСР.

## Звання
- полковник

## Нагороди
- орден Червоного Прапора
- орден Вітчизняної війни 1-го ступеня
- ордени
- медалі